# Lijst van voetbalinterlands Barbados - Guatemala
Deze lijst van voetbalinterlands is een overzicht van alle officiële voetbalwedstrijden tussen de nationale teams van Barbados en Guatemala. De landen speelden tot op heden drie keer tegen elkaar. De eerste ontmoeting, een kwalificatiewedstrijd voor het Wereldkampioenschap voetbal 2002, werd gespeeld in Quetzaltenango op 22 juli 2000. Het laatste duel, een vriendschappelijke wedstrijd, vond plaats op 25 maart 2007 in Bridgetown.

## Wedstrijden
| № | Plaats         | Datum          | Competitie           | Wedstrijd            | Uitslag |
| - | -------------- | -------------- | -------------------- | -------------------- | ------- |
| 1 | Quetzaltenango | 22 juli 2000   | WK 2002 kwalificatie | Guatemala – Barbados | 2 – 0   |
| 2 | Bridgetown     | 8 oktober 2000 | WK 2002 kwalificatie | Barbados – Guatemala | 1 – 3   |
| 3 | Bridgetown     | 25 maart 2007  | Vriendschappelijk    | Barbados – Guatemala | 0 – 0   |

## Samenvatting
| Competitie        | Totaal gespeeld | Winst Barbados | Gelijk | Winst Guatemala | Doelsaldo Barbados – Guatemala |
| ----------------- | --------------- | -------------- | ------ | --------------- | ------------------------------ |
| WK-kwalificatie   | 2               | 0              | 0      | 2               | 1 − 5                          |
| Vriendschappelijk | 1               | 0              | 1      | 0               | 0 − 0                          |
| Totaal            | 3               | 0              | 1      | 2               | 1 − 5                          |

Wedstrijden bepaald door strafschoppen worden, in lijn met de FIFA, als een gelijkspel gerekend.
BFA · A-internationals · Bondscoaches · Statistieken · Barbadiaans vrouwenelftal · Barbados U21 · Barbados U20 · Barbados U19 · Barbados U17
1930 – 1959 · 
1960 – 1969 · 
1970 – 1979 · 
1980 – 1989 · 
1990 – 1999 · 
2000 – 2009 · 
2010 – 2019 ·
2020 − 2029
1931 · 
1932 · 
1933 · 
1934–1943 · 
1944 · 
1945 · 
1946–1958 · 
1959 · 
1960–1970 · 
1971 · 
1972 · 1973 · 
1974 · 
1975 · 
1976 · 
1977 · 1978 · 
1979 · 
1980 · 1981 · 1982 · 
1983 · 
1984 · 
1985 · 
1986 · 
1987 · 
1988 · 
1989 · 
1990 · 
1991 · 
1992 · 
1993 · 
1994 · 
1995 · 
1996 · 
1997 · 
1998 · 
1999 · 
2000 · 
2001 · 
2002 · 
2003 · 
2004 · 
2005 · 
2006 · 
2007 · 
2008 · 
2009 · 
2010 · 
2011 · 
2012 · 
2013 · 
2014 ·
2015 ·
2016 ·
2017 ·
2018 ·
2019 ·
2020 ·
2021 ·
2022 ·
2023 ·
2024
Amerikaanse Maagdeneilanden ·
Anguilla ·
Antigua en Barbuda ·
Aruba ·
Bahama's ·
Belize ·
Bermuda ·
Britse Maagdeneilanden ·
Canada ·
Costa Rica ·
Cuba ·
Curaçao ·
Dominica ·
Dominicaanse Republiek ·
El Salvador ·
Finland ·
Grenada ·
Guatemala ·
Guyana ·
Haïti ·
Jamaica ·
Kaaimaneilanden ·
Montserrat ·
Nederlandse Antillen ·
Nicaragua ·
Noord-Ierland ·
Panama ·
Puerto Rico ·
Saint Kitts en Nevis ·
Saint Lucia ·
Saint Vincent en de Grenadines ·
Suriname ·
Trinidad en Tobago ·
Verenigde Staten ·
Zweden
FNFG · A-internationals · Selecties · Guatemalteeks vrouwenelftal
1920 – 1949 ·
1950 – 1969 ·
1970 – 1979 ·
1980 – 1989 ·
1990 – 1999 ·
2000 – 2009 ·
2010 – 2019 ·
2020 − 2029
1921 · 
1922 · 
1923 · 
1923–1929 · 
1930 · 
1931–1934 · 
1935 · 
1935–1942 · 
1943 · 
1944 · 1945 · 
1946 · 
1947 · 
1948 · 
1949 · 
1950 · 
1941 · 1942 · 
1953 · 
1954 · 
1955 · 
1956 · 
1957 · 
1958 · 1959 · 
1960 · 
1961 · 1962 · 
1963 · 
1964 · 
1965 · 
1966 · 
1967 · 
1968 · 
1969 · 
1970 · 
1971 · 
1972 · 
1973 · 
1974 · 
1975 · 
1976 · 
1977 · 
1978 · 1979 · 
1980 · 
1981 · 1982 · 
1983 · 
1984 · 
1985 · 
1986 · 
1987 · 
1988 · 
1989 · 
1990 · 
1991 · 
1992 · 
1993 · 1994 · 
1995 · 
1996 · 
1997 · 
1998 · 
1999 · 
2000 · 
2001 · 
2002 · 
2003 · 
2004 · 
2005 · 
2006 · 
2007 · 
2008 · 
2009 · 
2010 · 
2011 · 
2012 · 
2013 · 
2014 ·
2015 ·
2016 ·
2017 ·
2018 ·
2019 ·
2020 ·
2021 ·
2022 ·
2023 ·
2024
Anguilla ·
Antigua en Barbuda ·
Argentinië ·
Armenië ·
Barbados ·
Belize ·
Bermuda ·
Bolivia ·
Brazilië ·
Britse Maagdeneilanden ·
Canada ·
Chili ·
Colombia ·
Costa Rica ·
Cuba ·
Curaçao ·
Dominica ·
Dominicaanse Republiek ·
Ecuador ·
El Salvador ·
Grenada ·
Guyana ·
Haïti ·
Honduras ·
IJsland ·
Iran ·
Israël ·
Jamaica ·
Japan ·
Mexico ·
Nederlandse Antillen ·
Nicaragua ·
Noorwegen ·
Panama ·
Paraguay ·
Peru ·
Polen ·
Puerto Rico ·
Qatar ·
Saint Lucia ·
Saint Vincent en de Grenadines ·
Slowakije ·
Sovjet-Unie ·
Suriname ·
Trinidad en Tobago ·
Uruguay ·
Venezuela ·
Verenigde Staten ·
Zuid-Afrika ·
Zuid-Korea